# 지구의 구조

지구의 지질학적 단면 모습. 지구 내부의 다양한 층을 보여준다.

지구의 내부 구조는 지구의 대기와 수권을 제외한 지구 내부의 여러 층을 의미한다. 구조는 외부의 규산염 고체 지각, 고도로 점성이 있는 연약권, 고체 맨틀, 유체 외핵으로 그 흐름이 지구 자기장을 생성하는 액체 외핵, 고체 내핵으로 구성된다.
지구의 내부 구조에 대한 과학적 이해는 지형 및 수심 측량 관측, 노두에 있는 암석의 관측, 화산 활동이나 화산 활동으로 더 깊은 곳에서 표면으로 올라온 샘플, 지구를 통과하는 지진파 분석, 지구 중력 및 자기장 측정, 그리고 지구 깊은 내부의 특성인 압력과 온도에서 결정 고체를 사용한 실험을 기반으로 한다.

## 전지구적 특성
| 화학 원소   | 대륙 지각 (%) | 상부 맨틀 (%) | 파이롤라이트 모델 (%) | 콘드라이트 모델 (1) (%) | 콘드라이트 모델 (2) (%) |
| ----------- | ------------- | ------------- | --------------------- | ----------------------- | ----------------------- |
| MgO         | 4.4           | 36.6          | 38.1                  | 26.3                    | 38.1                    |
| Al2O3       | 15.8          | 4.6           | 4.6                   | 2.7                     | 3.9                     |
| SiO2        | 59.1          | 45.4          | 45.1                  | 29.8                    | 43.2                    |
| CaO         | 6.4           | 3.7           | 3.1                   | 2.6                     | 3.9                     |
| FeO         | 6.6           | 8.1           | 7.9                   | 6.4                     | 9.3                     |
| 기타 산화물 | 7.7           | 1.4           | 1.2                   | N/A                     | 5.5                     |
| Fe          | N/A           | N/A           | N/A                   | 25.8                    | N/A                     |
| Ni          | N/A           | N/A           | N/A                   | 1.7                     | N/A                     |
| Si          | N/A           | N/A           | N/A                   | 3.5                     | N/A                     |

참고: 콘드라이트 모델 (1)에서는 핵의 가벼운 원소가 Si로 가정된다. 콘드라이트 모델 (2)는 콘드라이트 모델 (1)에 나타난 핵 모델에 해당하는 맨틀의 화학 조성 모델이다.

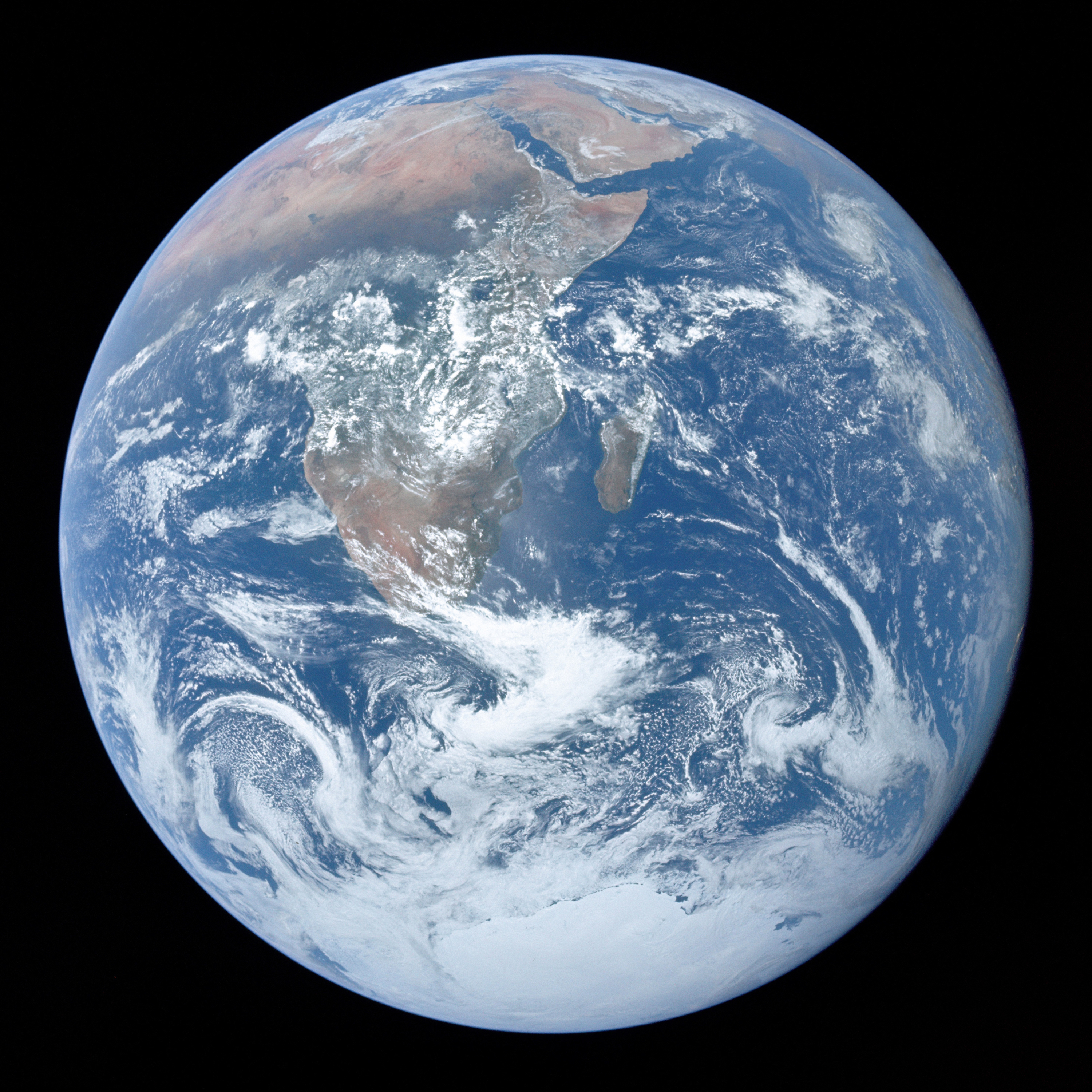
1972년 아폴로 17호 승무원이 촬영한 지구 사진. 색상이 보정된 버전은 푸른 구슬로 널리 알려졌다.

지구 중력이 가하는 힘의 측정은 질량을 계산하는 데 사용될 수 있다. 천문학자는 궤도를 도는 인공위성의 움직임을 관찰하여 지구 질량을 계산할 수 있다. 지구의 평균 밀도는 중력 측정 실험을 통해 결정될 수 있으며, 이는 역사적으로 진자 실험으로 시작되었다. 지구의 질량은 약 6×1024 kg이다. 지구의 평균 밀도는 5.515 g/cm3이다.

## 층
1. 대륙 지각
2. 해양 지각
3. 상부 맨틀
4. 하부 맨틀
5. 외핵
6. 내핵

1. 모호로비치치 불연속면
2. 핵-맨틀 경계
3. 외핵-내핵 경계

지구 내부 구조의 개략도.

지구의 구조는 유변학과 같은 물리적 특성으로 정의하거나 화학적으로 정의할 수 있다. 물리적으로는 암석권, 연약권, 중간권 맨틀, 외핵, 내핵으로 나눌 수 있다. 화학적으로는 지구를 지각, 상부 맨틀, 하부 맨틀, 외핵, 내핵으로 나눌 수 있다. 지구의 지질학적 구성 층은 표면 아래로 갈수록 깊이가 깊어진다.(p. 146)

### 지각과 암석권
- 태평양 판
- 아프리카 판
- 북아메리카 판
- 유라시아 판
- 남극 판
- 인도-오스트레일리아 판
- 남아메리카 판

지구의 주요 판:

지구의 지각은 깊이가 5~70 km인 가장 바깥층이다. 얇은 부분은 해양 분지 아래에 있는 해양 지각 (5~10 km)으로 고철질이 풍부하다 (밀도가 높은 철-마그네슘 규산염 광물 또는 화성암). 더 두꺼운 지각은 대륙 지각으로 밀도가 낮고 규장질이 풍부하다 (장석과 석영을 형성하는 원소가 풍부한 화성암). 지각의 암석은 크게 두 가지 범주로 나뉜다. 하나는 시알 (알루미늄 규산염)이고 다른 하나는 시마 (마그네슘 규산염)이다. 시마는 콘래드 불연속면 아래 약 11 km에서 시작하는 것으로 추정되지만, 불연속면은 뚜렷하지 않고 일부 대륙 지역에서는 없을 수도 있다.
지구의 암석권은 지각과 최상부 맨틀로 구성된다. 지각-맨틀 경계는 두 가지 물리적으로 다른 현상으로 나타난다. 모호로비치치 불연속면은 지진파 속도의 뚜렷한 변화이다. 이는 암석 밀도의 변화로 인해 발생한다.– 모호로비치치 불연속면 바로 위에서는 P파의 속도가 현무암을 통과할 때와 일치하고 (6.7~7.2 km/s), 아래에서는 감람암 또는 두나이트를 통과할 때와 유사하다 (7.6~8.6 km/s). 둘째, 해양 지각에는 초고철질 누적물과 텍토닉 하르츠버자이트 사이에 화학적 불연속성이 있는데, 이는 대륙 지각 위로 충상되어 오피올라이트 순서로 보존된 해양 지각의 깊은 부분에서 관찰되었다.
지구 지각을 구성하는 많은 암석은 1억년 미만에 형성되었지만, 알려진 가장 오래된 광물 입자는 약 44억년이 되었으며, 이는 지구가 최소 44억년 동안 단단한 지각을 가지고 있었음을 나타낸다.

### 맨틀

지구 지각과 맨틀, 지각 하부와 고체 최상부 맨틀 사이의 모호로비치치 불연속면

지구의 맨틀은 깊이 2,890 km까지 뻗어 있으며, 이는 지구에서 가장 두꺼운 층이다.
이는 6,371 km 지구 반지름의 45%에 해당하며, 부피의 83.7%를 차지한다. 부피의 0.6%는 지각이다.
맨틀은 상부 맨틀과 하부 맨틀로 나뉘며, 전이대로 규분된다. 핵-맨틀 경계에 인접한 맨틀의 가장 깊은 부분은 D″ (D-더블-프라임) 층으로 알려져 있다. 맨틀 바닥의 압력은 ≈140 GPa (1.4 Matm)이다. 맨틀은 상부 지각보다 철과 마그네슘이 풍부한 규산염 암석으로 구성된다. 고체이지만 맨틀의 극도로 뜨거운 규산염 물질은 매우 긴 시간 동안 흐를 수 있다. 맨틀의 대류는 지각의 판 운동을 추진한다. 이 운동을 이끄는 열원은 지구 지각과 맨틀의 방사성 동위원소 붕괴와 지구 형성 초기의 열이 결합된 것이다 (중력 우물에 많은 양의 물질이 붕괴될 때 방출되는 위치 에너지와 부착된 물질의 운동 에너지로부터 나온다).
맨틀 깊이에서 압력이 증가함에 따라 하부 맨틀은 덜 쉽게 흐르지만, 맨틀 내 화학적 변화도 중요할 수 있다. 맨틀의 점성도는 1021에서 1024 파스칼 초 사이로 깊이에 따라 증가한다. 이에 비해 300 K (27 °C; 80 °F)에서의 물의 점성도는 0.89 밀리파스칼 초이고 피치는 (2.3 ± 0.5) × 108 파스칼 초이다.

### 핵

지구의 지오다이나모와 자기장 다이어그램으로, 지구 초기 역사에서 산화 마그네슘, 이산화 규소, 산화 철(II)의 결정화로 자기장이 구동되었다고 추정된다. 지구 외핵의 대류가 자기장 선과 함께 표시된다.

지구의 외핵은 높이 약 2,260 km(즉, 내핵 가장자리에서 가장 높은 지점에서 가장 낮은 지점까지의 거리) [지구 반지름의 36%, 부피의 15.6%]의 유체 층으로, 주로 철과 니켈로 구성되며, 지구의 고체 내핵 위에 있고 맨틀 아래에 있다. 그 바깥 경계는 지구 표면 아래 2,890 km 깊이에 있다. 내핵과 외핵 사이의 전이부는 지구 표면 아래 약 5,150 km 지점에 있다. 지구의 내핵은 지구 행성의 가장 안쪽 지질학적 층이다. 이는 주로 반지름 약 1,220 km의 고체 구형으로, 이는 지구 반지름의 약 19% [부피의 0.7%] 또는 달 반지름의 70%에 해당한다.
내핵은 1936년 잉에 레만이 발견했으며, 주로 철과 일부 니켈로 구성되어 있다. 이 층은 전단파 (횡방향 지진파)를 통과시킬 수 있으므로 고체여야 한다. 실험적 증거는 때때로 핵의 현재 결정 모델과 일치하지 않았다. 다른 실험 연구에서는 고압에서 불일치를 보인다: 핵 압력에서의 다이아몬드 모루 (정적) 연구는 충격 레이저 (동적) 연구보다 약 2000K 낮은 녹는점을 산출한다. 레이저 연구는 플라스마를 생성하며, 그 결과는 내핵 조건의 제약이 내핵이 고체인지 아니면 고체의 밀도를 가진 플라스마인지에 따라 달라질 것임을 시사한다. 이는 활발한 연구 분야이다.
약 46억년 전 지구 형성 초기 단계에서, 녹는 과정은 행성 분화 (또한 철의 대변혁 참조)라고 불리는 과정에서 밀도가 높은 물질이 중심을 향해 가라앉게 했을 것이고, 밀도가 낮은 물질은 지각으로 이동했을 것이다. 따라서 핵은 주로 철 (80%), 니켈, 하나 이상의 가벼운 원소로 구성되어 있다고 여겨지며, 납과 우라늄과 같은 다른 밀도가 높은 원소들은 너무 희귀하여 중요하지 않거나 더 가벼운 원소들과 결합하는 경향이 있어 지각에 남아 있다 (규장질 물질 참조). 일부는 내핵이 단일 철 결정 형태일 수 있다고 주장했다.
실험실 조건에서 철-니켈 합금 샘플은 2개의 다이아몬드 팁 (다이아몬드 앤빌 셀) 사이에 고정하여 핵과 유사한 압력을 가한 다음 약 4000K로 가열되었다. 이 샘플은 X선으로 관찰되었고, 지구의 내핵이 남북으로 뻗어 있는 거대한 결정으로 이루어져 있다는 이론을 강력하게 지지했다.
지구의 구성은 특정 구립운석과 심지어 태양의 외부 부분에 있는 일부 원소와도 강한 유사성을 보인다. 1940년대 초부터 프랜시스 버치를 포함한 과학자는 지구가 지구에 충돌하는 것이 관찰된 가장 흔한 운석 유형인 일반 콘드라이트와 같다는 전제하에 지구물리학을 구축했다. 이는 극히 제한된 산소 환경에서 형성된 덜 풍부한 엔스타타이트 콘드라이트를 무시하는데, 이는 일반적으로 산소를 좋아하는 특정 원소가 부분적으로 또는 전체적으로 지구의 핵에 해당하는 합금 부분에 존재하게 한다.
다이나모 이론은 외핵의 대류가 코리올리 효과와 결합하여 지구 자기장을 발생시킨다고 제시한다. 고체 내핵은 영구 자기장을 유지하기에는 너무 뜨겁지만 (퀴리 온도 참조) 액체 외핵에서 생성되는 자기장을 안정화하는 역할을 할 것이다. 지구 외핵의 평균 자기장은 표면 자기장보다 50배 강한 2.5 밀리테슬라 (25 가우스)로 추정된다.
핵 흐름으로 생성되는 자기장은 행성간 방사선으로부터 생명을 보호하고 태양풍에 대기가 소실되는 것을 막는 데 필수적이다. 전도 및 대류에 의한 냉각 속도는 불확실하지만, 한 추정치는 핵이 약 910억년 동안 얼지 않을 것으로 예상되며, 이는 태양이 팽창하여 행성 표면을 불모지로 만든 후 소멸할 것으로 예상되는 시점보다 훨씬 이후이다.

## 지진학
지구의 층화는 지진에 의해 생성된 굴절 및 반사된 지진파의 통과 시간을 사용하여 간접적으로 추론되었다. 핵은 전단파가 통과하는 것을 허용하지 않으며, 다른 층에서는 통과 속도(지진 속도)가 다르다. 다른 층 사이의 지진 속도 변화는 프리즘을 통과할 때 빛이 구부러지는 것처럼 스넬의 법칙으로 인해 굴절을 유발한다. 마찬가지로, 반사는 지진 속도의 큰 증가로 인해 발생하며 거울에 빛이 반사되는 것과 유사하다.

## 같이 보기
- 지구공동설
- 지구의 지질 역사
- LLSVP
- 레만 불연속면
- Rain-out model
- 지진 단층 촬영 – 지진파를 사용하여 지구 지하를 영상화하는 기술
- 지구 중심 여행
- 고체 지구

## 추가 자료
- Drollette, Daniel (October 1996). 《A Spinning Crystal Ball》. 《Scientific American》 275. 28–33쪽. Bibcode:1996SciAm.275d..28D. doi:10.1038/scientificamerican1096-28.
- Kruglinski, Susan (June 2007). 《Journey to the Center of the Earth》. 《Discover》. 2016년 5월 26일에 원본 문서에서 보존된 문서. 2016년 7월 9일에 확인함.
- Lehmann, I (1936). 《Inner Earth》. 《Bur. Cent. Seismol. Int.》 14. 3–31쪽.
- Wegener, Alfred (1966). 《The origin of continents and oceans》. New York: Dover Publications. ISBN 978-0-486-61708-4.